# Agócs Attila (képzőművész)
Agócs Attila (Nagykanizsa, 1941. február 15. – 2000. november 13.) magyar szobrász, tanár, grafikus.
Életének két meghatározó területe a pedagógia és a képzőművészet volt. A tanítással soha nem hagyott fel, mint ahogy a képzőművészeti életben is folyamatosan részt vett. Elsők között csatlakozott a szentendrei Vajda Lajos Stúdióhoz. Fiatal pályakezdő tanárként került Pilisszántóra, ahol élete végéig élt és alkotott. Képzőművészként elsősorban a szobrászat területén működött, de mestere idősebb Szlávics László hatására készített lemezdomborításokat is. Szobrait elsősorban kőből, fából készítette. Az 1970-es években kísérletezett anyagában színezett öntött műanyag kisplasztikákkal, melyeket később több kiállításon bemutatott. Grafikával rendszeresen foglalkozott.

## Tanulmányai
- 1960–1964 – Tanárképző Főiskola, Pécs
- 1966–1972 – művészeti tanulmányok magánúton id. Szlávics László irányításával
- 1976–1979 – Eötvös Loránd Tudományegyetem Bölcsészettudományi Kar

## Kiállításai (válogatás)

### Csoportos kiállítások (válogatás)
- 1972 – IDEG-n Vajda Lajos Stúdió kiállítása, Metró Klub, Budapest
- 1973 – Kollektív Tárlat, Vajda Lajos Stúdió Galéria, Szentendre
- 1974 – Kollektív Tárlat, Vajda Lajos Stúdió Galéria, Szentendre
- 1975 – Kollektív Tárlat, Vajda Lajos Stúdió Galéria, Szentendre
- 1976 – Relatív, Vajda Lajos Stúdió Galéria, Szentendre
- 1977 – Téma, Vajda Lajos Stúdió Galéria, Szentendre
- 1978 – Lapos, Vajda Lajos Stúdió Galéria, Szentendre
- 1979 – Vajda Lajos Stúdió Galéria, Szentendre
- 1980 – Vajda Lajos Stúdió Galéria, Szentendre
- 1981 – A Vajda Lajos Stúdió kiállítása, Vajda Lajos Stúdió Galéria, Szentendre
- 1982 – Többféle realizmus, Fészek Klub, Budapest
- 1982 – Kollázs, Vajda Lajos Stúdió Galéria, Szentendre
- 1987 – Pest megyei autodidakta képzőművészek kiállítása, Szentendre
- 1991 – Unicornis, Vigadó Galéria, Budapest
- 1998 – Metró Klub, Budapest
- 1998 – Kőbányai Művelődési Központ, Budapest
- 2002 – A Szentendrei Vajda Lajos Stúdió: 1972–2002 (Műcsarnok, Budapest)

### Egyéni kiállításai (válogatás)
- 1965 – Megyei Művelődési Ház, Pécs
- 1970 – Irodalmi presszó, Visegrád
- 1980 – Vajda Lajos Stúdió Galéria,  Szentendre (Matyófalvi Gáborral és ef Zámbó Istvánnal)
- 1981 – Vajda LSG, Szentendre, (ef Zámbó Istvánnal és Csajka Gábor Cypriánnal)
- 1983 – Óbudai Pincegaléria, Budapest

## Díjai
- 1970 – Pedagógus képzőművészek SZOT-nívódíja
- 1988 – Pedagógus képzőművészek SZOT-nívódíja